# Локута (Тюрі)
Ло́кута (ест. Lokuta küla) — село в Естонії, у волості Тюрі повіту Ярвамаа.

## Населення
Чисельність населення на 31 грудня 2011 року становила 178 осіб.

## Географія
Село лежить у північно-західному передмісті Тюрі.
Через населений пункт проходить автошлях 15 (Таллінн — Рапла — Тюрі). Від села починається дорога 15111 (Локута — Роовере).